# Ten oosten van Eden
East of Eden (Ten oosten van Eden) is een roman uit 1952 van John Steinbeck, gebaseerd op het Bijbelboek Genesis. Het verhaalt de strijd die twee broers leveren om de liefde van hun vader.
In juni 2003 was het, onder de titel 'het boek dat de boekenclub terugbracht', het eerste boek dat Oprah Winfrey voor haar in de Verenigde Staten zeer populaire boekenclub selecteerde, nadat de boekenclub voor enige tijd had opgehouden te bestaan.